# Міський палац культури імені Гната Хоткевича
Міський палац культури імені Гната Хоткевича — комунальний культурно-освітній центр, розташований у Львові на вулиці Кушевича, 1. Пам'ятка архітектури місцевого значення під охоронним № 1613-м. 

## Історія
Ідея створити Палац культури виникла після протесту робітників 1924 року. Вони не мали місця для своїх зібрань і дозвілля. З місцевого бюджету коштів на проєкт не виділили, тож ентузіасти збирали гроші самі. Впродовж 10 років на будівництво виділяли 1 % від щомісячної платні. Так назбирали 50 тисяч злотих і оголосили конкурс проєктів для втілення своєї мрії. Переможцями стали відомі архітектори Тадеуш Врубель та Леопольд Карасінський.
Першу цеглину Палацу заклали у 1933 році. Будівництвом займалися безпосередньо робітники, додатково дозбируючи кошти. Вони працювали на вихідних, ввечері та вночі. У вересні 1933 року будівлю завершили. І вже за рік у листопаді 1934 року Дім робітників громади міста Львова урочисто відчинив свої двері. 
16—17 травня 1936 року в приміщенні тогочасного клубу спілки працівників комунальних служб міста Львова відбувався так званий антифашистський конгрес діячів культури Західної України, Західної Білорусі й Польщі, що перебували під впливом лівих політичних сил — КПЗУ та КПП. 1956 року цю подію було відзначено меморіальною таблицею, яку встановили біля центрального входу до будинку. На початку 1990-х років демонтована.
У міжвоєнний період в приміщенні тодішнього клубу діяли звуковий кінотеатр «Світовид» та управа третьої міської дільниці. Під час німецької окупації тут певний час функціонував юденрат — орган управління єврейської громади у львівському гетто.
У 1946 році вулиця, де розташовувався робітничий клуб, була перейменована на Клубну. В цьому приміщенні після другої світової війни розмістився клуб Львівського трамвайно-тролейбусного управління (клуб «трамвайників»). Пізніше клуб перейменували на Палац культури працівників місцевої промисловості комунально-побутових підприємств імені Героя Радянського Союзу М. І. Кузнецова. У 1993 році міський палац культури перейменований на честь Гната Хоткевича. Ця назва збереглася й понині.
За тильним фасадом будівлі, ближче до зупинки громадського транспорту на проспекті Чорновола, розташований меморіал жертвам львівського ґетто 1941—1943 років, відкритий 1992 року (скульптори Луїза Штернштейн, Юлій Шмуклер, архітектор Василь Пліхівський).
В палаці культури працює понад 20 творчих колективів із загальною чисельністю понад тисячу постійних учасників. П'ять колективів мають почесне звання «Народний» і «Зразковий». 
З 2000 року палац є членом Європейської Асоціації установ вільного часу.
2018 року львівські архітектори організації «Urbanideas» напрацювали проєкт облаштування багатофункціонального громадського простору на площі перед входом до палацу культури імені Гната Хоткевича, де можна буде відпочити та провести будь-який культурний захід.

## Назва
- 1934—1946 роки — Клуб спілки працівників комунальних служб міста Львова;
- 1946—1970 роки — Робітничий клуб;
- 1970—1980 роки — Клуб Львівського трамвайно-тролейбусного управління або ж клуб «трамвайників»;
- 1980—1993 роки — Палац культури працівників місцевої промисловості комунально-побутових підприємств імені Героя Радянського Союзу М. І. Кузнецова[3];
- від 1993 року — Міський палац культури імені Гната Хоткевича.

## Архітектура
Первинний вигляд Палацу культури відрізнявся від сучасного. Він був наполовину менший. Спочатку будівля, як і тепер, мала три поверхи. Та у 1980-х роках її добудували, збільшивши великий концертний зал і приміщення позаду головної сцени. Тепер загальна місткість великого зал складає 597 місць — 400 місць у партері й 197 місць на балконі. Тобто на 47 місць більше від загальної місткості великої та камерної сцен у Львівському театрі Лесі України і майже на 200 місць більше, ніж у Першому театрі.
За проєктом Врубеля, у підвалі був боулінг клуб на дві доріжки, підсцення, кухня з їдальнею та складські приміщення. На першому поверсі — великий концертний зал, каси, гардеробні, буфет і фоє. На другому за планом була велика читальна зала, де збиралася культурна інтелігенція й обговорювала новинки літератури. Окрім цього, функціонувала кімната з настільними іграми, палярня, кабінети керівництва й зал для засідань. На третьому були зал для інвентарю оркестру, бібліотека, читальний зал і, по суті, двокімнатна квартира з вбиральнею, ванною і кухнею — «квартира директора». Мала вона окремий вхід, зсередини Палацу дверей до неї не було. На даху — простора тераса з місцем для оркестру.
Згідно з проєктом Тадеуша Врубеля, заклад збудований у стилі функціоналізму. Це підтверджують прості форми, використані в інтер'єрі, чіткі лінії, відповідність зовнішньої конструкції внутрішньому наповненню, максимальне використання простору.

## Гуртки
У Палаці працюють творчі колективи різних напрямків й орієнтовані на різну вікову категорію. У них займається понад тисячу учасників. Більшість колективів мають почесне звання «Народний» і «Зразковий». Творчі колективи Палацу завжди є бажаними гостями на міських святах. Завдяки активній концертній діяльності й участі в різноманітних фестивалях і конкурсах кожен із них відомий за межами України. Щороку у травні-червні на сцені Палацу відбуваються звітні концерти творчих колективів для львів'ян і гостей міста.
У палаці функціонують:
- Студія образотворчого й ужиткового мистецтва.
- Зразковий ансамбль танцю «Квіти України».
- Ансамбль танцю «Мрія» (працює з 1947 року).
- Зразковий ансамбль сучасного естрадного танцю «Данс-клуб».
- Ансамбль сучасного естрадного танцю «Діадема».
- Клуб бального танцю «Ніка».
- Зразковий вокальний ансамбль «Намисто».
- Театр-студія «Під мостом» і народний театр сатири «Під мостом».
- Школа англійської мови.

## Візія
Впродовж травня-жовтня 2018 року у Палаці розробляли стратегію розвитку установи. У роботі взяли участь робітники закладу й менеджери культури Львова, представники кафедри культурології Українського католицького університету, керівники інших народних домів і сучасні діячі культури. Згідно з візією, до 2025 року Палац буде конкурентоспроможним центром культури, який є лідером культурних тенденцій та інноваційної освіти.

## Фірмовий стиль
2018 року палац отримав фірмовий стиль. В основі логотипу — будівля установи з горизонтом на рівні даху. Нове гасло — «Побачити нове, вийти за горизонт».